# Quilindschy Hartman
Quilindschy Hartman (Zwijndrecht, 14 november 2001) is een Nederlands voetballer die bij voorkeur als linksachter speelt. Hij verruilde Feyenoord, waarmee hij de Eredivisie en de KNVB Beker won, in juni 2025 voor Burnley FC. Hartman debuteerde in oktober 2023 voor het Nederlands voetbalelftal.

## Clubcarrière

### Feyenoord
Hartman kwam via de jeugd van VVGZ en Excelsior Rotterdam in 2010 als negenjarige in de jeugdopleiding van Feyenoord terecht, waar hij in juni 2020 een driejarig contract tekende. In aanloop naar het seizoen 2022/23 werd Hartman bij het eerste elftal betrokken door hoofdtrainer Arne Slot. Op 21 augustus 2022 maakte hij, als basisspeler, zijn officiële debuut voor Feyenoord in de 0–1 gewonnen uitwedstrijd tegen RKC Waalwijk. Op 8 september 2022 maakte hij zijn internationale debuut, wederom als basisklant, tegen Lazio in de Europa League (4–2 verlies). Hartman maakte op 10 november zijn eerste doelpunt in het profvoetbal. In de competitiewedstrijd tegen SC Cambuur in eigen huis was hij die dag verantwoordelijk voor de enige treffer van de avond. Op 14 mei 2023 werd Hartman landskampioen met de Rotterdammers en sloot hij zijn debuutseizoen dus af met de hoofdprijs in het Nederlandse voetbal. Hij speelde 33 wedstrijden in zijn eerste seizoen en kwam daarin tot twee goals.
Aan het begin van het opvolgende seizoen, op 29 augustus 2023, tekende Hartman een verbeterd contract dat hem een jaar langer – tot medio 2026 – aan Feyenoord verbond. Op 4 augustus stond Hartman in de basis tijdens de strijd om de Johan Cruijff Schaal, die bekerwinnaar PSV met 1–0 won. Op 19 september maakte Hartman zijn debuut in de UEFA Champions League, door Celtic FC met 2–0 te verslaan. Feyenoord werd derde in een poule met verder Atlético Madrid en SS Lazio, waarna het in de tussenronde van de UEFA Europa League voor het derde achtereenvolgende jaar werd uitgeschakeld door AS Roma. Hartman liep op 31 maart 2024 een knieblessure op in een competitiewedstrijd tegen FC Utrecht. Daardoor miste hij onder andere de bekerfinale, die Feyenoord op 21 april 2024 met 1–0 won van N.E.C.. De blessure hield hem uiteindelijk tien maanden aan de kant, voordat hij op 2 februari 2025 zijn rentree maakte in De Klassieker. Vervolgens werd hij echter niet opgenomen in Feyenoords selectie voor de knock-outfase van de UEFA Champions League.

### Burnley
Op 26 juni 2025 werd bekend dat Hartman voor naar verluidt € 12 miljoen een vierjarig contract ondertekende bij Burnley FC, dat was gepromoveerd naar de Premier League.

### Statistieken
| Seizoen                    | Club           | Competitie     | Competitie | Competitie | Beker | Beker | Int. | Int. | Overig | Overig | Totaal | Totaal |
| Seizoen                    | Club           | Competitie     | Wed.       | Dlp.       | Wed.  | Dlp.  | Wed. | Dlp. | Wed.   | Dlp.   | Wed.   | Dlp.   |
| -------------------------- | -------------- | -------------- | ---------- | ---------- | ----- | ----- | ---- | ---- | ------ | ------ | ------ | ------ |
| 2022/23                    | Feyenoord      | Eredivisie     | 23         | 2          | 4     | 0     | 6    | 0    | 0      | 0      | 33     | 2      |
| 2023/24                    | Feyenoord      | Eredivisie     | 26         | 0          | 3     | 0     | 8    | 0    | 1      | 0      | 38     | 0      |
| 2024/25                    | Feyenoord      | Eredivisie     | 12         | 0          | 0     | 0     | 0    | 0    | 0      | 0      | 12     | 0      |
| Clubtotaal                 | Clubtotaal     | Clubtotaal     | 61         | 2          | 7     | 0     | 14   | 0    | 1      | 0      | 83     | 2      |
| 2025/26                    | Burnley        | Premier League | 0          | 0          | 0     | 0     | 0    | 0    | 0      | 0      | 0      | 0      |
| Clubtotaal                 | Clubtotaal     | Clubtotaal     | 0          | 0          | 0     | 0     | 0    | 0    | 0      | 0      | 0      | 0      |
| Carrièretotaal             | Carrièretotaal | Carrièretotaal | 61         | 2          | 7     | 0     | 14   | 0    | 1      | 0      | 83     | 2      |
| Bijgewerkt op 25 juni 2025 |                |                |            |            |       |       |      |      |        |        |        |        |

## Interlandcarrière
In september 2022 werd Hartman door Remko Bicentini opgeroepen voor het Curaçaos elftal voor oefenwedstrijden tegen Indonesië. Feyenoord wilde Hartman echter niet laten gaan in de interlandperiode en dus werd Bradley Martis als Hartmans vervanger opgeroepen. In maart 2023 werd Hartman voor het eerst opgenomen in de voorselectie van het Nederlands elftal. Op 13 oktober 2023 maakte Hartman zijn debuut in het Nederlands elftal in de EK Kwalificatie thuiswedstrijd tegen Frankrijk. Tijdens dit debuut scoorde hij voor Nederland de 1-2. Tijdens de wedstrijden die hierop volgden behield hij zijn plek in het elftal. 
Hartman miste het EK 2024 vanwege een zware knieblessure.

### Statistieken
| Interlands van Quilindschy Hartman voor Nederland | Interlands van Quilindschy Hartman voor Nederland | Interlands van Quilindschy Hartman voor Nederland | Interlands van Quilindschy Hartman voor Nederland | Interlands van Quilindschy Hartman voor Nederland | Interlands van Quilindschy Hartman voor Nederland |
| No.                                               | Datum                                             | Wedstrijd                                         | Uitslag                                           | Competitie                                        | Doelpunten                                        |
| ------------------------------------------------- | ------------------------------------------------- | ------------------------------------------------- | ------------------------------------------------- | ------------------------------------------------- | ------------------------------------------------- |
|                                                   |                                                   |                                                   |                                                   |                                                   |                                                   |
| Als speler bij Feyenoord                          |                                                   |                                                   |                                                   |                                                   |                                                   |
| 1.                                                | 13 oktober 2023                                   | Nederland – Frankrijk                             | 1 – 2                                             | Kwalificatie EK 2024                              | 83'                                               |
| 2.                                                | 16 oktober 2023                                   | Griekenland – Nederland                           | 0 – 1                                             | Kwalificatie EK 2024                              |                                                   |
| 3.                                                | 18 november 2023                                  | Nederland – Ierland                               | 1 – 0                                             | Kwalificatie EK 2024                              |                                                   |
| 4.                                                | 21 november 2023                                  | Gibraltar – Nederland                             | 0 – 6                                             | Kwalificatie EK 2024                              |                                                   |

## Erelijst
| Eredivisie           | 1× | 2022/23 |
| KNVB Beker           | 1× | 2023/24 |
| Johan Cruijff Schaal | 1× | 2024    |